# Eacles lauroi
Eacles lauroi är en fjärilsart som beskrevs av José Oiticica 1938. Eacles lauroi ingår i släktet Eacles och familjen påfågelsspinnare. Inga underarter finns listade i Catalogue of Life.